# FVM S 21
FVM S 21 är ett dukbeklätt enmotorigt biflygplan tillverkat av Flygkompaniets tygverkstäder Malmslätt (FVM).
Projekteringen av FVM S 21 inleddes 1921 då flygingenjör Henry Kjellson skissade på ett flygplan som skulle ersätta FVM S 18.
Flygplanet konstruerades för att passa en för luftskepp avsedd motor, som flygförvaltningen köpt på överskottsmarknaden efter
första världskriget. Flygplanet var en trä- och dukbeklädd metallkonstruktion med en högt uppdragen och i genomskärning v-formad bakkropp utan fena. 
1922 kom tillverkningen igång med två flygplan. Det första flygplanet blev klart för provflygning i oktober 1922. Under provflygningen uppdagades att kursstabiliteten inte var tillfredsställande Flygplanets akterparti konstruerades om genom att en liten fena monterades och sidrodret förstorades. 1923 beställdes ytterligare nio flygplan som levererades 1923-1924. 
Vid internationella luftfartsutställningen i Göteborg 1923 (ILUG 1923) ställdes FVM S 21 och FVM J 23 ut för beskådande. Flygplanen fick kritik av den engelske flygplanskonstruktören Fairey, som ansåg att sidrodren var för små. Pressen hörde talas om kritiken och förstorade problemet med små sidroder på FVM S 21 och FVM J 23. Båda flygplanstyperna fick därefter större sidroder. 
Ytterligare modifieringar krävdes. Eftersom motortypen var tung blev flygplanet lätt i stjärten. Det resulterade i att flygplanen ofta slog runt vid landning på ojämna fält. 1924 ökades spännvidden med tre meter eftersom flygplanet skulle utrustas med pontonställ. Provflygningarna utföll positivt och samtliga flygplan försågs med hydrovingar.
I oktober 1924 beställdes ytterligare 20 st FVM S 21. Kvar i förråd fanns bara 25 Maybach-motorer, som även var reserverade som reservmotorer. Resultatet blev att tio flygplan tillverkades enligt tidigare motorval samt att en serie om tio flygplan försågs med en Mercedesmotor på 260 hk. De tio sista benämndes FVM S 25.
Totalt tillverkades 30 flygplan av FVM S 21 och FVM S 25. 
1924 fick en S 21 Röda Korset-märkning och användes i Boden för ambulanstransporter.
När Flygkompaniet upphörde överlämnades sex st FVM S 21 till det nybildade Flygvapnet som betecknade flygplanen S 1. 

## Versioner
- FVM S 21HL - Landversion.
- FVM S 21H  - Pontonförsett hydroplan.
- FVM S 25   - Delserie 2 med Mercedesmotor.